# Église Saint-Pierre-et-Saint-Paul (Liège)
Pour les articles homonymes, voir Église Saint-Pierre-et-Saint-Paul.
L'église Saints-Pierre-et-Paul est située à Liège en Belgique.

## Présentation
L'église Saints-Pierre-et-Paul est située rue Ernest Marneffe, dans le quartier de Droixhe de la commune de Bressoux au nord est de la ville de Liège. L'église est construite en 1972 dans le cadre du projet de cité de logements sociaux de Droixhe imaginé par le bureau d'architecture EGAU.
L'église est reprise à l'inventaire du patrimoine culturel immobilier en tant que monument et faisant partie d'un ensemble architectural,.

## Architecte
La cité de logements sociaux de Droixhe dans laquelle est construite l'église est l’œuvre du groupe d'architecte EGAU, mais le lieu de culte est l’œuvre de l'architecte Jules Mozin.
Jules Mozin est un architecte liégeois né à Liège le 25 août 1914, mort le 6 juin 1995. Diplômé de l'Institut Saint-Luc de Liège, il intègre en 1944 le groupe EGAU fondé par Charles Carlier (1916 - 1993) et Hyacynthe Loest (1913 - 1983) quelques années auparavant, en 1940. Leurs réalisations s'inscrivent dans le courant de la reconstruction d'après-guerre, et innovent sur le plan constructif et matériel. Ils font partie avec leurs confrères du groupe L'Équerre, des principaux représentants du modernisme à Liège. Caractérisés par une économie de moyens, les projets sont souvent signés personnellement par l'un des trois collaborateurs, révélant une certaine autonomie.
Il obtient, comme ses deux collaborateurs, son certificat d'urbaniste à l'Université de Liège et est aussi membre de la Commission d'Architecture et d'Urbanisme de l'APIAW (Association pour le Progrès Intellectuel et Artistique de la Wallonie).

## Description

### Contexte

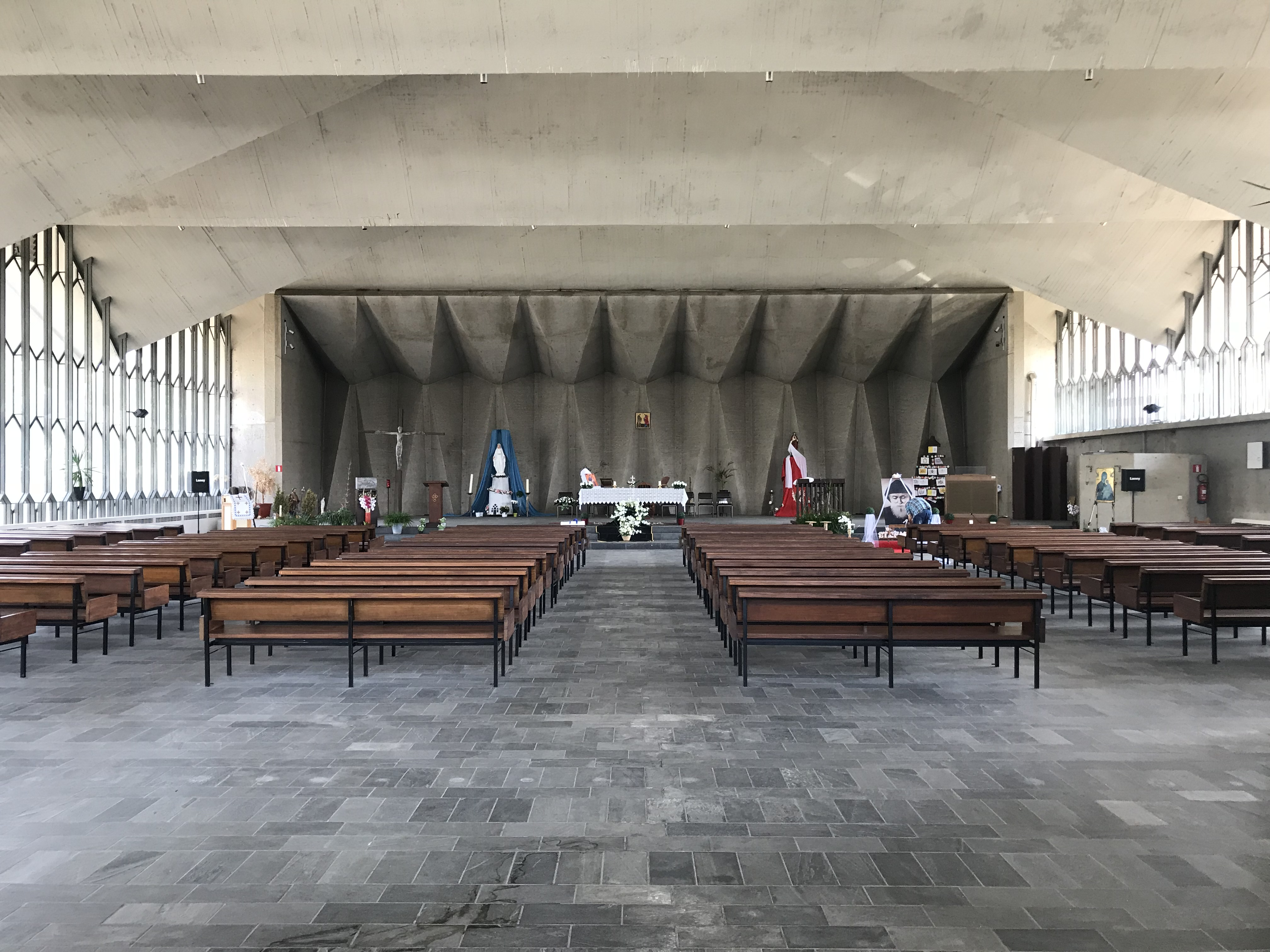
La nef

L'église est construite au centre du nouveau quartier d'habitation et permet ainsi un accès aisé à tous les habitants.[Interprétation personnelle ?] Elle se trouve en bordure d'un parc et contraste avec le volume des tours avoisinantes. En effet, la plupart du temps les églises dominent les constructions aux alentours mais ici, la hauteur des immeubles voisins a imposé une logique inverse. Afin d'augmenter sa visibilité, l'église a été conçue pour atteindre une hauteur maximum de 12 mètres et contraste donc avec les tours d'habitation. L'église a été pensée pour pouvoir accueillir des fidèles de diverses confessions mais aussi des événements culturels tels que des concerts, des lectures... dans le but de répondre à la baisse de fréquentation des églises et de s'intégrer au mieux dans ce nouveau quartier multiculturel .[réf. à confirmer]

### Fonctionnement en plan

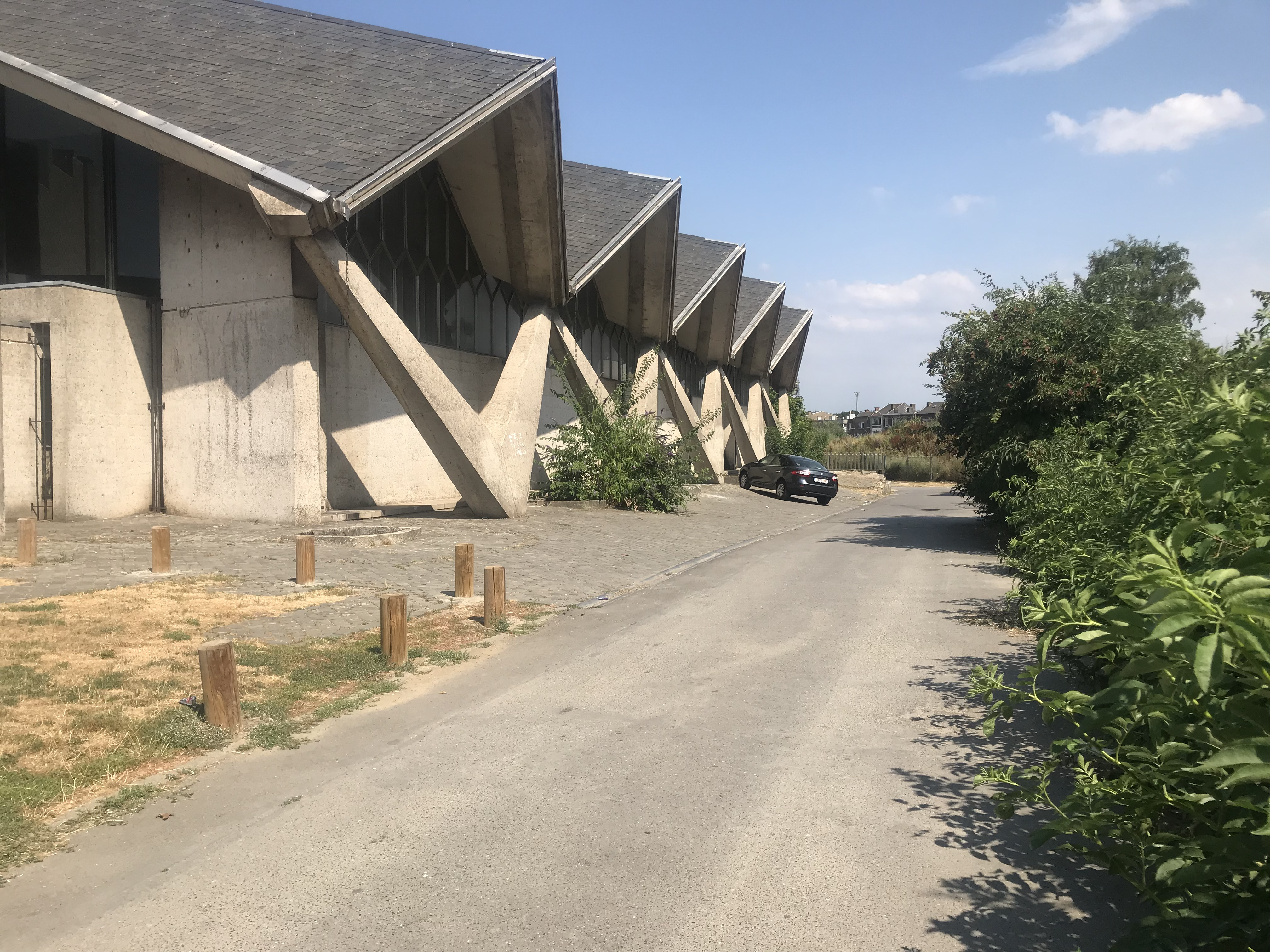
Façade sud.

L'église comporte un rez-de-chaussée accessible par la voirie et un sous-sol mono-orienté et aménagé accessible par le parc. Le rez-de-chaussée est dédié aux offices religieux, grands rassemblements, conférences... tandis que le sous-sol est occupé par une salle polyvalente. Au rez-de-chaussée on retrouve un plan libre qui se partage entre la nef, le chœur et la chapelle de semaine destinée à accueillir les plus petits offices. Un narthex précède ce plan libre ainsi que les deux confessionnaux (aujourd'hui utilisés comme rangements) et les deux sacristies. Un escalier dissimulé derrière des voiles en béton permet d'accéder au sous sol, sous le chœur de l'église. Au sous-sol, divers locaux cloisonnés peuvent être occupés par des associations locales, des réceptions...

### Façades
Les murs extérieurs ne portent pas la toiture, l'architecte a donc pu les évider pour faire rentrer un maximum de lumière dans la nef tout en protégeant les fidèles des regards indiscrets. L'apport de lumière est donc contrôlé par la présence de béton ou non.[réf. nécessaire]
La façade nord est entièrement vitrée et prolonge le regard vers un plan d'eau extérieur adjacent à l'édifice et terminé par des bornes en béton (ce plan d'eau à aujourd'hui été vidé).

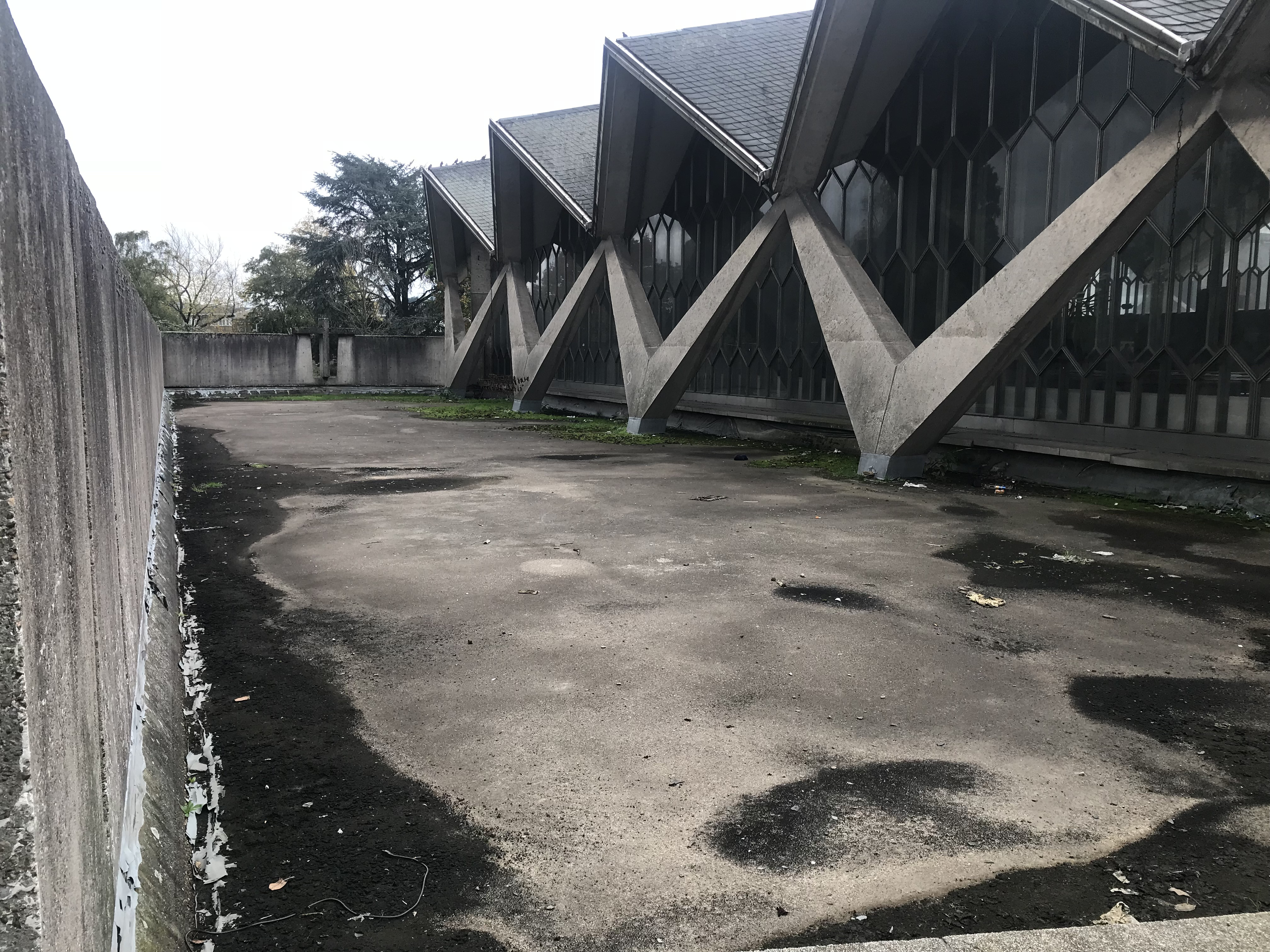
Façade nord.

La façade sud est moins perméable à la lumière puisque que la vitre n'occupe pas toute la hauteur du mur. Des pans de béton haut de trois mètres sont séparés entre-eux par des baies verticales.
La façade ouest est la façade principale de l'église, celle par laquelle rentre les fidèles. des apports de lumière conséquent sont mis en place tandis qu'un volume en béton est dédié à la sacristie.
La façade est se développe sur deux niveaux, possède un accès au sous-sol et fait face au parc. Des vitres sont présentes au sous-sol mais le volume du rez-de-chaussée est entièrement opaque, constitué de panneaux triangulaire en béton préfabriqué.

### Structure

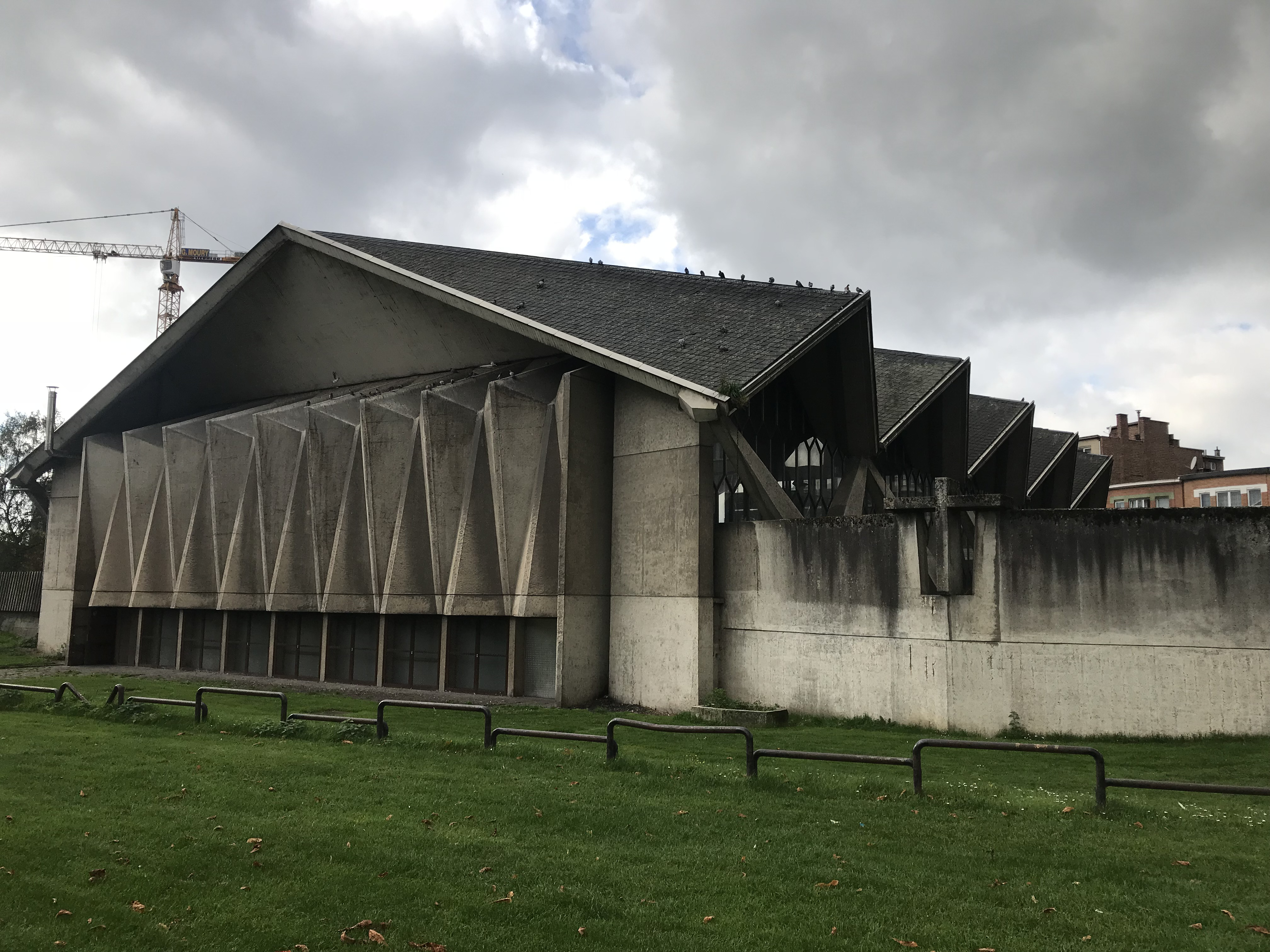
Façade est.

« Âme d'une cité neuve aux lignes hardies, la Maison de Dieu devait être résolument contemporaine, réalisée avec le matériau du XXe siècle, le béton armé [...]. Rappelant la forme d'une tente, [la toiture en voiles plissés minces en béton autoportant] est supportée par des béquilles en béton armé qui en figureraient les cordages [...]. »
La particularité de l'église réside dans sa toiture, innovante d'un point de vue structurel et attirant l'œil des habitants des tours voisines[Interprétation personnelle ?]. Celle-ci est composée de voiles en béton plissé d'une épaisseur de 10 centimètres et recouverts d'ardoises. L'ensemble est autoportant et permet de dégager la nef de toute structure intérieure. Cette toiture repose sur deux rangées de colonnes-béquilles disposées le long de la nef et distantes de 35 mètres. Ces colonnes-béquilles en béton armé se retrouvent également à la base des tours résidentielles imaginées par le groupe EGAU et permettent d'évider les murs extérieurs de l'église pour un apport de lumière conséquent.[réf. nécessaire]
La paroi verticale du chœur de l'église est également composée de voiles triangles en béton préfabriqué.

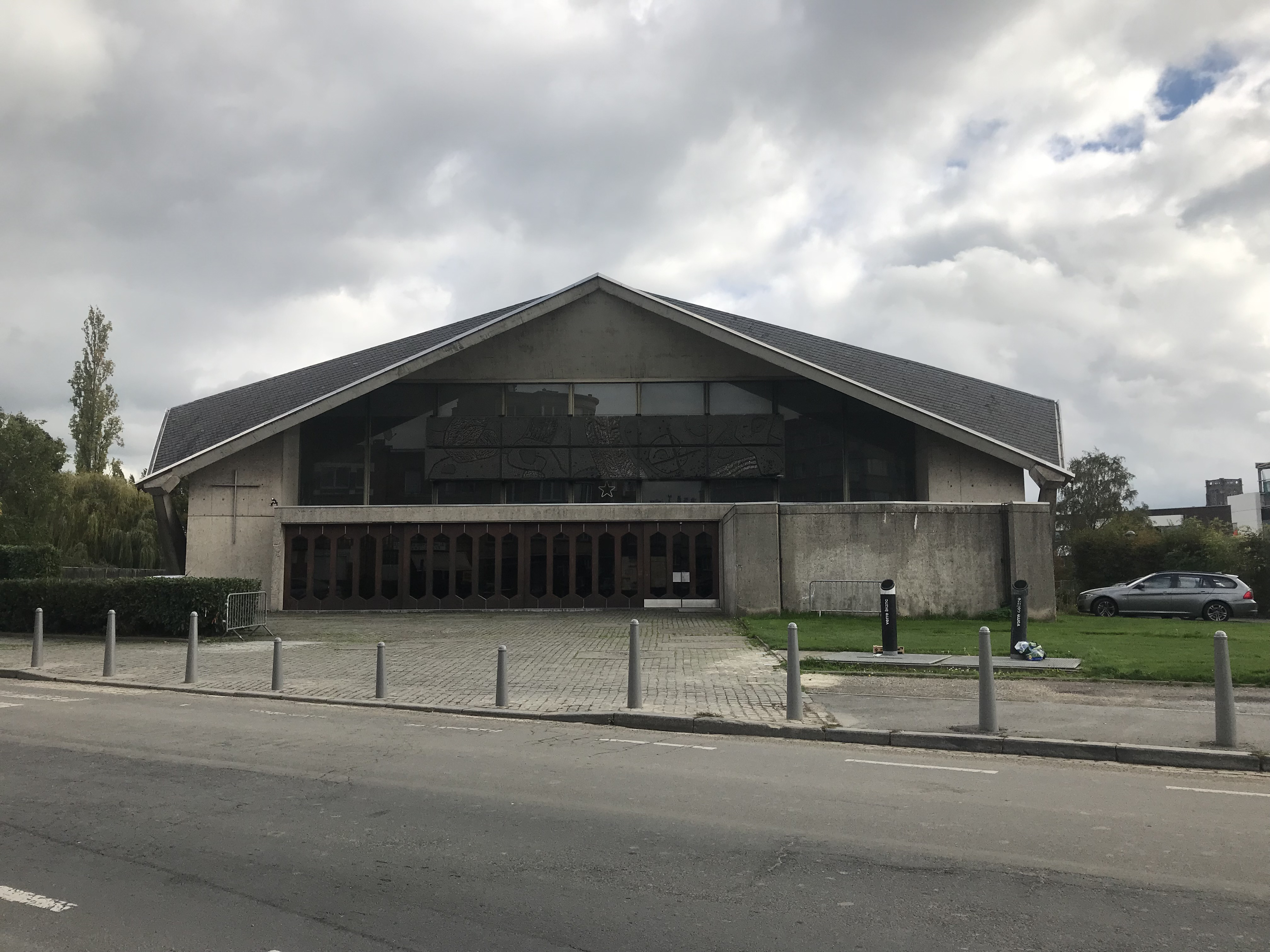
Façade ouest.